# Jean Petit (belgijski piłkarz)
Jean Petit (ur. 25 lutego 1914 w Liège, zm. 5 czerwca 1944) – belgijski piłkarz grający na pozycji obrońcy. W swojej karierze rozegrał 4 mecze w reprezentacji Belgii.

## Kariera klubowa
Swoją karierę piłkarską Petit spędził w klubie Standard Liège. Zadebiutował w nim w 1930 roku. W sezonie 1935/1936 wywalczył ze Standardem wicemistrzostwo Belgii. W 1939 roku zakończył w nim swoją karierę.

## Kariera reprezentacyjna
W reprezentacji Belgii Petit zadebiutował 3 kwietnia 1938 roku w zremisowanym 1:1 meczu eliminacji do MŚ 1938 z Holandią, rozegranym w Antwerpii. W tym samym roku został powołany do kadry na mistrzostwa świata we Francji. Na nich był rezerwowym i nie wystąpił ani razu. W kadrze narodowej zagrał w 4 meczach.